# Coeleumenes
Coeleumenes (лат.) — род одиночных ос (Eumeninae). Юго-Восточная Азия.

## Описание
Осы средних размеров (около 1 см). Основная окраска чёрная со светлыми отметинами. Взрослые самки охотятся на личинок насекомых, которые служат кормом для развития собственных личинок осы. От близких родов отличаются следующими признаками: мезоскутум без прескутеллярной продольной бороздки; переднее крыло с парастигмой короче птеростигмы; стернит I базально гладкий, его задние две трети поперечно полосатые или гладкие.

## Классификация
Род был выделен в 1963 году для вида Montezumia impavida Bingham, 1897. Род включают в состав подсемейства Eumeninae. Близок к роду Pseudozumia.
- Coeleumenes burmanicus (Bingham, 1897)
- Coeleumenes flavus Nguyen, 2021[6]
- Coeleumenes impavidus (Bingham, 1897)
  - = Coeleumenes chumomray Mai & Nguyen, 2021[5][7]
- Coeleumenes indianus (Saussure, 1855)
- Coeleumenes multicolor (Giordani Soika, 1935)
- Coeleumenes ruficrus Vecht, 1963
- Coeleumenes rufopetiolatus (Wickward, 1908)
- Coeleumenes rusticanus Selis, 2024 [7]
- Coeleumenes secundus (Dalla Torre, 1889)
- Coeleumenes thoracicus (Sonan, 1939)
- Coeleumenes timorensis Vecht, 1963
- Coeleumenes vindex (Smith, 1859)